# Ballettschule des Hamburg Ballett
Die Ballettschule des Hamburg Ballett befindet sich seit 1989 im Hamburger Stadtteil Hamm in der Caspar-Voght-Straße 54. Ihr Leiter war bis 2024 John Neumeier. Hier werden Jugendliche im Alter von 10 bis 18 Jahren für den Bühnentanz ausgebildet. In der Schule sind das Ausbildungsinstitut, Trainings- und Probensäle der Compagnie sowie ein Internat und eine Kantine untergebracht.

## Ausbildung
Schwerpunkt der Ausbildung ist der klassisch-akademische Tanz, dazu gehören neben Unterricht im Spitzentanz und Pas de deux auch klassische und zeitgenössische Variationen sowie Neumeier-Repertoire. Außerdem wird großer Wert gelegt auf eine gute Ausbildung in moderner Tanztechnik, Tanz-Komposition, Charaktertanz, Krafttraining und Pilates. Die theoretischen Fächer umfassen Anatomie, Musiktheorie und Tanzgeschichte.
Die Dauer der Ausbildung ist auf acht Jahre angelegt. Eine Aufnahmeprüfung ist erforderlich.
Das Aufnahmealter für die Vorschule beträgt 7 bis 9 Jahre, für die Ausbildungsklassen 10 bis 16 Jahre und für die Theaterklassen 16 bis 18 Jahre. Vorausgesetzt werden körperliche Eignung, rhythmische Begabung, tänzerische Veranlagung, Improvisationstalent und eine dem Alter entsprechende Ballett-Technik.

## Geschichte
Die Anfänge der Schule reichen in das Jahr 1978 zurück. Ein erster Unterricht fand recht improvisiert statt, in einem Ballettsaal der Hamburgischen Staatsoper, nachmittags zwischen Morgen- und Abendproben. Später wurden eigene Räume bezogen. Schließlich wurde von 1987 bis 1989 die ehemalige Oberrealschule für Mädchen an der Caspar-Voght-Straße (OCV) in Hamm als Ballettschule umgebaut. Das Schulgebäude ist ein Werk des Architekten und Stadtplaners Fritz Schumacher und wurde 1929–30 erbaut. Die Bauplastik am Haupteingang stammt von Richard Kuöhl, weitere Plastiken im Inneren von Ervin Bossányi. Die Künstlerin Anita Rée schuf im Rahmen des Kunstförderungsprogramms Wandbilder in Hamburger Staatsbauten das Bild Orpheus mit den Tieren im ehemaligen Gymnastiksaal – heute das „Fokine-Studio“ – für die Schule.

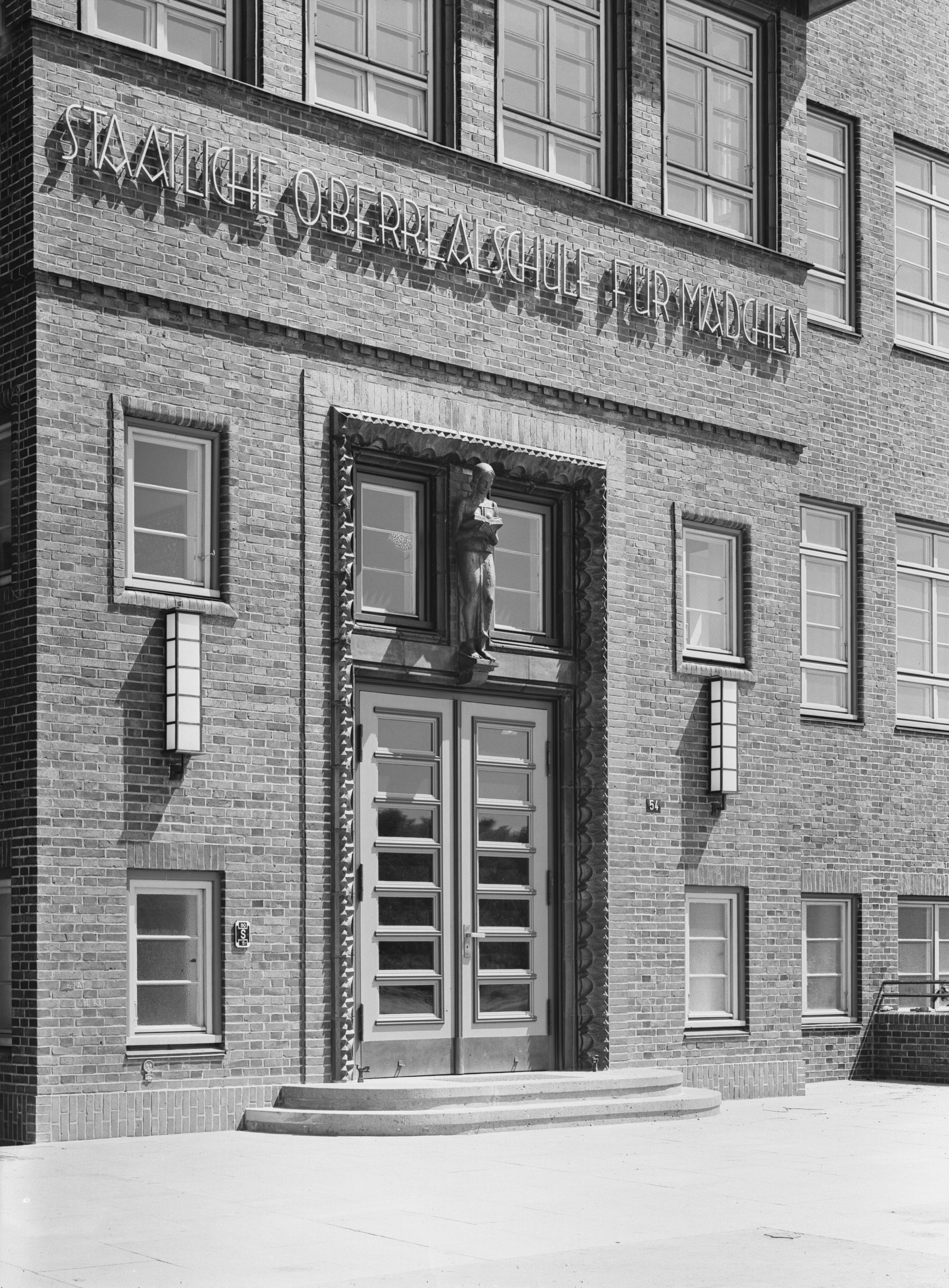
Eingangsbereich um 1930
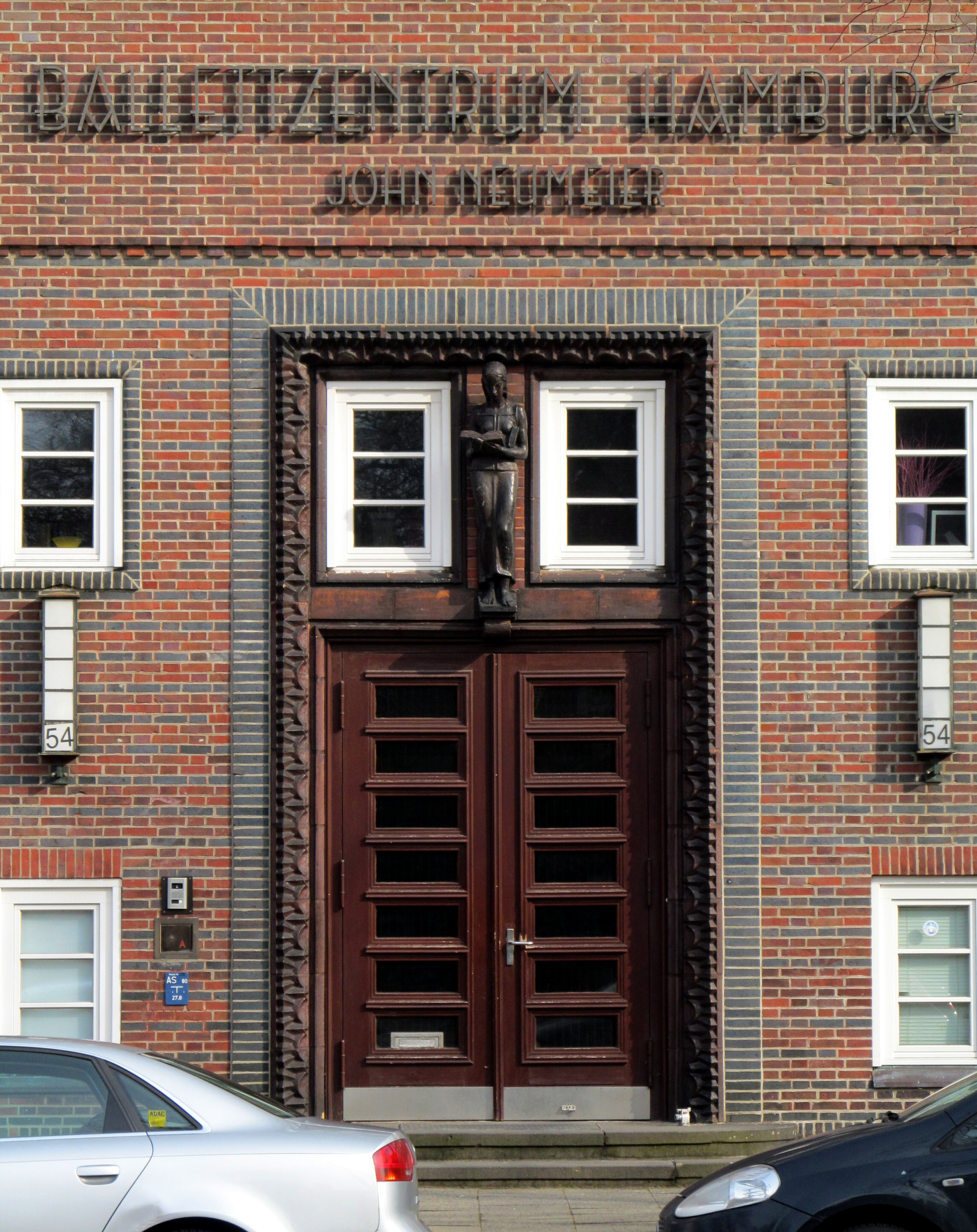
Eingangsbereich 2014
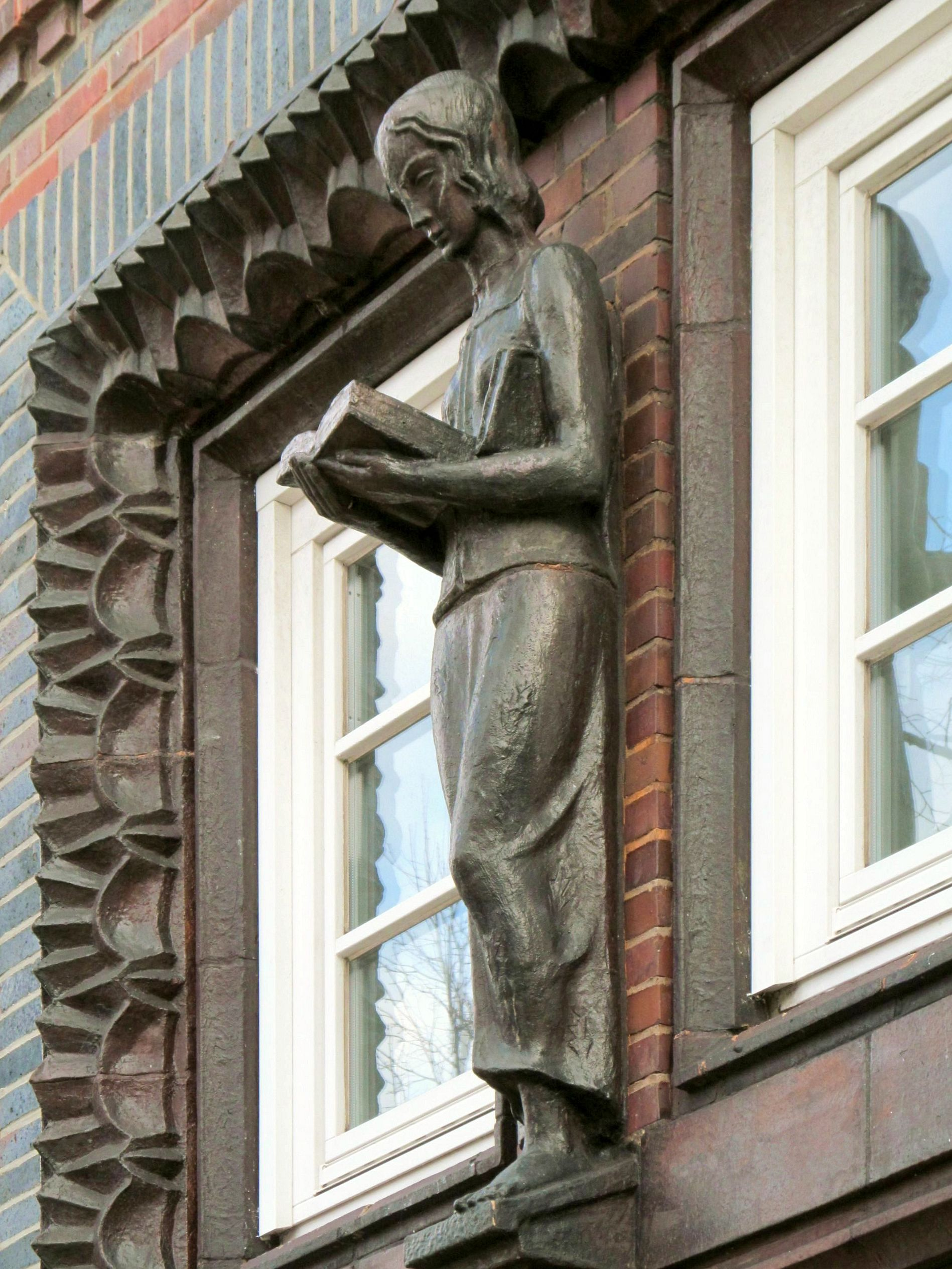
Richard Kuöhl: Lesende
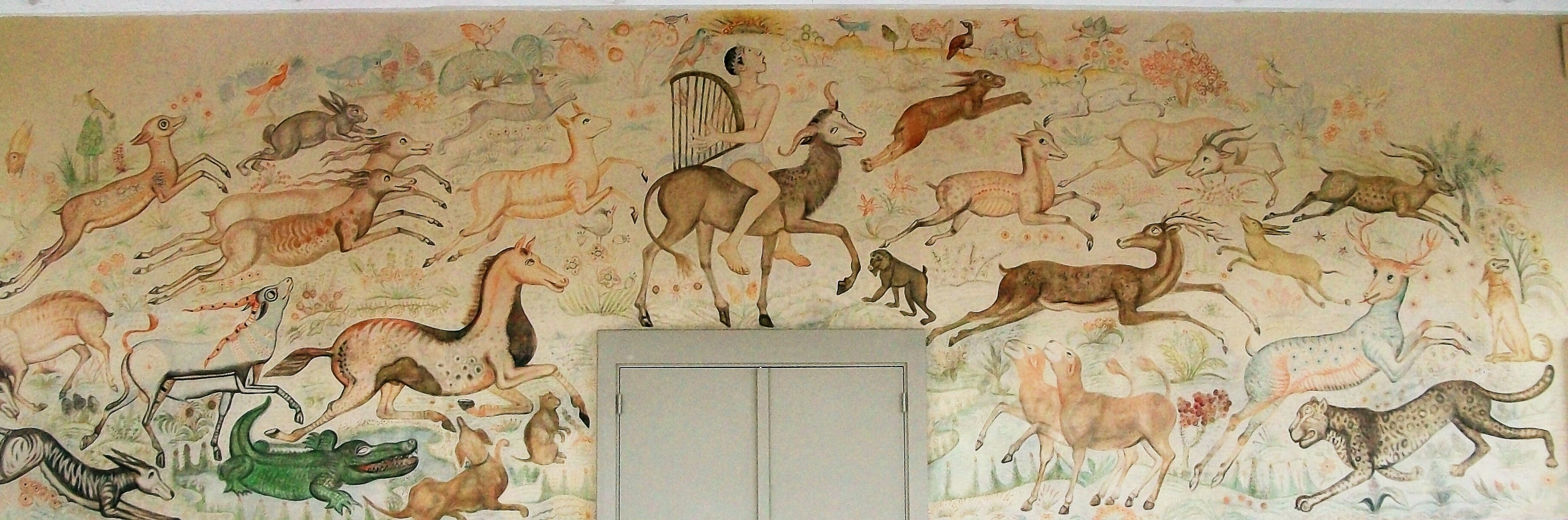
Anita Rée: Orpheus mit den Tieren
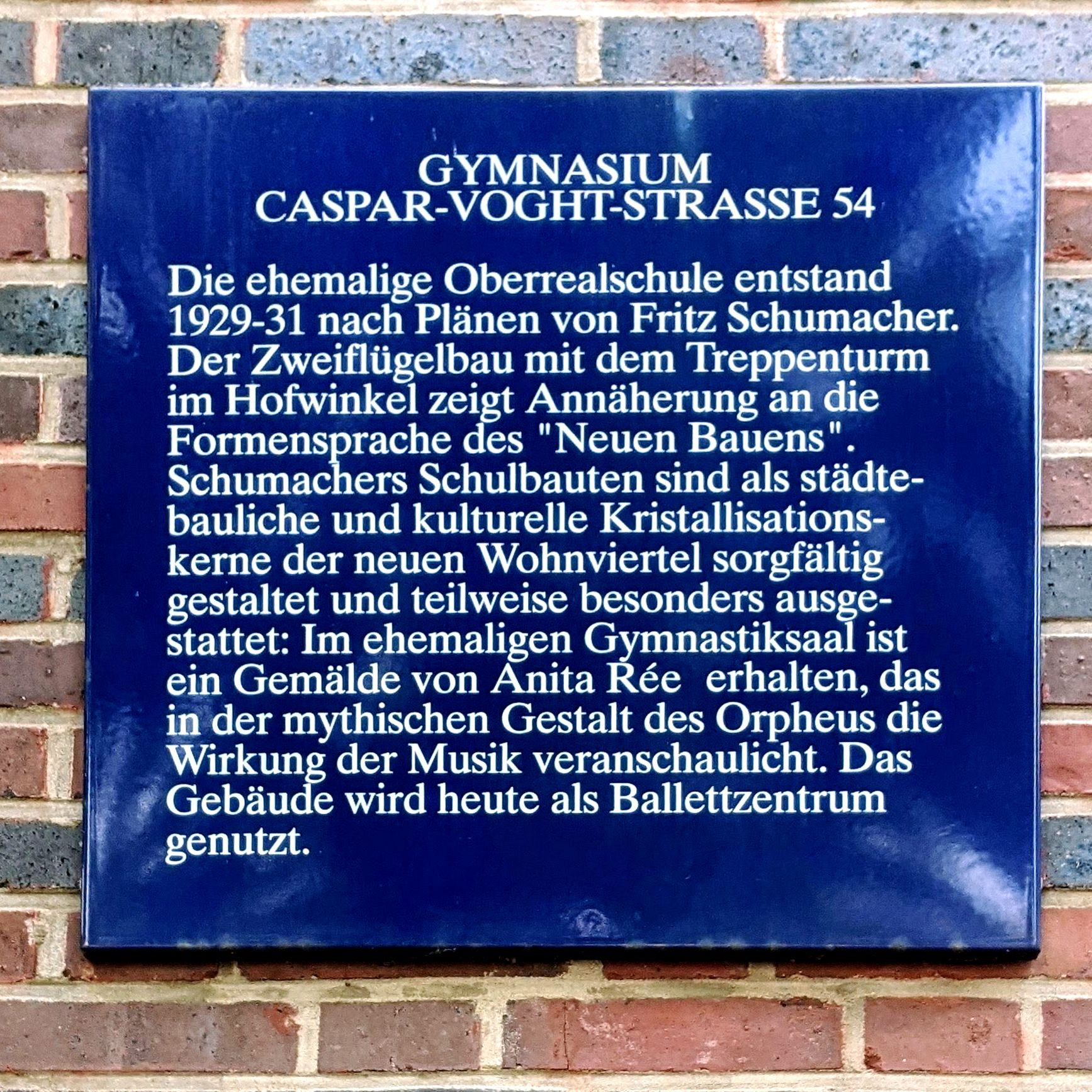
Denkmaltafel

## Förderverein
Der Verein „Freunde des Ballettzentrums e. V.“ unterstützt die Schule finanziell und ideell. Der Verein möchte jungen und talentierten Menschen, die sich die lange und kostenintensive Ausbildung nicht leisten können, durch Stipendien die Möglichkeit geben, sich unbeschwert auf ihre Ausbildung im Tanz zu konzentrieren.